# Tîhonivka, Pervomaiske
Tîhonivka (în ucraineană Тихонівка) este un sat în comuna Kormove din raionul Pervomaiske, Republica Autonomă Crimeea, Ucraina.

## Demografie
Componența lingvistică a localității Tîhonivka
     Rusă (51,06%)
     Tătară crimeeană (27,93%)
     Ucraineană (19,15%)
     Belarusă (1,33%)
Conform recensământului din 2001, majoritatea populației localității Tîhonivka era vorbitoare de rusă (51,06%), existând în minoritate și vorbitori de tătară crimeeană (27,93%), ucraineană (19,15%) și belarusă (1,33%).